# أبانوغاك (أسطورة)
أبانوغاك (بالإنجليزية: Apanuugak)‏ في أساطير الإسكيمو هو بطل أسطوري ثقافي عند الإسكيمو يصور أحياناً محارباً آثماً أو ضالاً، يعيش حتى يبلغ الشيخوخة.